# Ободрицькі князі
Князь ободритів — керівник державного життя полабських слов'ян, був не тільки племінним вождем ободритів, але й цілого ободрицького союзу, тобто лат. de facto політичним володарем північного Полаб'я. Після християнізації — королі.
Першим володарем ободритів був Віцан, який до 789 створив перше державне утворення. В пізніші часи, навіть при ослабленні Союзу, князі ободритів завжди зберігали вплив над іншими полабськими племінними вождями.
В середньовічних європейських джерелах правителів західнослов'янського полабського союзу племен також називали король венедів.
Останнім володарем ободритів був Ніклот. Після його смерті володарем ободритів залишився син Ніклота Прибислав, який став першим князем Мекленбурга.

## Ободрицькі князі
- Віцан (до 789–795)
- Чедраг (819 — після 826)
- Стоїгнєв (? — 954)
- Након (Нако — 965 чи 966)
- Мстівой (бл. 983)
- Мстислав, Мсціслав (? — 1018), князь бодричів;
- Пжибігнєв (Удо) (1029)
- Готшальк (1043–1066)
- Круко (1066–1069)
- Круко (1069–1093) (знову)
- Генріх Готшалькович (1093–1127)
- Канут Лавард (1128–1131)
  - спадкоємець: Прибислав був уже князем Меклебургу і заснував рід Ніклотідів, які були князями Мекленбургу аж до 1918

## Ободрицькі князі та королі
- Крок, Круско (-†409/411 р.), король вандалів;
- Круто (-†1093 р.), князь бодричів;
- Віслав II (-†486 р.), король вандалів;
- Мстивой II;
- Орітберт I (-†724 р.), король ободритів
- Орітберт II (-†747 р.), король ободритів;
- Орітберт III, король ободритів;
- Білунґ-Мстивой IV (-†986 р.), король ободритів;
- Удо (-†1028 р.), князь бодричів;
- Радегаст I (-†664 р.), король ободритів;
- Віслав (-†700 р.), король ободритів;
- Віслав III, король ободритів;
- Містевой I (-†865/869), король ободритів;
- Цедрог (-по †826 р.), верховний князь ободритів;
- Табємисл (-біля †862 р.), верховний князь ободритів;
- Гостомисл (-† 844), великий князь ободритів;
- Славомир (-†821 р.), великий князь ободритів;
- Дражко (-†809 р.), великий князь ободритів;
- Вишан (-†795 р.), великий князь ободритів;
- Ратібор (1029-†1042 р.), великий князь ободритів;
- Будивой, Будівой (-†1075 р.), князь бодричів;
- Святополк (-†1129 р.), князь бодричів;
- Прібіслав (-†1178 р.), князь Мекленбургу;
- Мєчідраг, князь бодричів;
- Вартіслав (-†1164 р.), князь бодричів
- Прібіслав I (-по †1156 р.), правитель;
- Ніклот (*1090—†1160), князь бодричів (засновник династії Мекленбургів)[1][2][3][4][5][6][7][8][9][10][11][12][13].